# Kirchenbezirk Vaihingen an der Enz
Der Evangelische Kirchenbezirk Vaihingen an der Enz war einer der Kirchenbezirke bzw. Kirchenkreisen der Evangelischen Landeskirche in Württemberg. Zum 1. Januar 2020 fusionierte er zum Evangelischen Kirchenbezirk Vaihingen-Ditzingen. Sein Gebiet ist deckungsgleich mit dem Dekanat Vaihingen an der Enz.

## Geographie
Der Kirchenbezirk Vaihingen an der Enz lag im Nordwesten der württembergischen Landeskirche. Sein Gebiet umfasste den Stromberg und dessen Ausläufer sowie das Tal der Enz, die den Kirchenbezirk von Südwesten nach Nordosten durchfließt.

### Nachbarkirchenbezirke
Der Kirchenbezirk Vaihingen an der Enz grenzte an folgende Kirchenbezirke (im Uhrzeigersinn beginnend im Nordosten): Besigheim, Ludwigsburg, Ditzingen, Mühlacker und Brackenheim.

## Geschichte
Historischer Vorläufer des Dekanats Vaihingen an der Enz war das Landkapitel Vaihingen im Archidiakonat Trinitatis des Bistums Speyer. Das „Spezialsuperintendentur“ genannte evangelische Dekanat wurde schon 1547, also kurz nach der Reformation in Württemberg errichtet und gehört damit zu den ältesten der Landeskirche. Zum Dekan wurde der Pfarrer an der Stadtkirche ernannt. Zwischen 1560 und 1567 war der Pfarrer von Enzweihingen Dekan. Von 1694 bis 1698 war das Dekanat in Nußdorf. Anfangs gehörten 23 Kirchengemeinden zum Dekanat Vaihingen, das damals das Gebiet des alten württembergischen Oberamtes Vaihingen umfasste. Nach der Kreisreform 1973 wechselten drei Kirchengemeinden (Mühlhausen/Enz, Großglattbach und Iptingen) in den Nachbarkirchenbezirk Mühlacker, weil sie seither politisch zum Enzkreis gehören. Bei der Kirchengemeinde Iptingen war dies mit Wirkung vom 12. November 1995. Hochdorf und Riet schlossen sich zum 1. Januar 2019 zur Kirchengemeinde Hochdorf-Riet zusammen. Der Kirchenbezirk Vaihingen hatte zum Zeitpunkt der Fusion mit dem Kirchenbezirk Ditzingen somit nur noch 19 Kirchengemeinden.
Im 19. Jahrhundert gehörte der Kirchenbezirk Vaihingen zum Generalat Heilbronn. Von 1992 bis 2003 gehörte er zur Prälatur Ludwigsburg und seither zur Prälatur Stuttgart.
Infolge der Auflösung einiger Kreise bzw. Oberämter in Württemberg 1939 wurden auch die kirchlichen Verwaltungsbezirke teilweise neu gegliedert. So wurde mit Wirkung vom 1. April 1939 die Kirchengemeinde Weissach in den Kirchenbezirk Leonberg umgegliedert. Im Gegenzug erhielt der Kirchenbezirk Vaihingen an der Enz vom Kirchenbezirk Brackenheim die Kirchengemeinden Häfnerhaslach, Ochsenbach und Spielberg. Mit Wirkung vom 1. Januar 1973 wurde die Kirchengemeinde Mühlhausen/Enz und durch Verfügung des Oberkirchenrats vom 21. Juni 1979 die Kirchengemeinde Großglattbach in den Kirchenbezirk Mühlacker umgegliedert. Im Gegenzug wurde zum 1. Januar 1973 die Kirchengemeinde Gündelbach vom Kirchenbezirk Mühlacker in den Kirchenbezirk Vaihingen umgegliedert.

## Leitung des Kirchenbezirks
Die Leitung des Kirchenbezirks oblag der Bezirkssynode, dem Kirchenbezirksausschuss (KBA) und dem Dekan. Letzter Dekan war Reiner Zeyher, der zugleich einer der Pfarrer an der Stadtkirche in Vaihingen an der Enz war.

### Dekane des Kirchenbezirks Vaihingen
- 15..–1556 Alb.(Albert oder Albrecht) Abelin
- 1556–1560 Eberhard Bidenbach
- 1560–1562 D.Emeran Schrötlin
- 1562–1567 D.Johannes Magirus
- 1567–1584 D.Johann Werlin
- 1584–1586 D.Wilhelm Zimmermann
- 1586–1601 M.Wilhelm Mögling
- 1601–1608 M.Michael Spizer
- 1608–1633 M.Melchior Bengel
- 1633–1635 M.Johann Schlatter
- 1636–1638 M. Eberhard Machtolph
- 1638–1654 M. Heinrich Dauber
- 1654–1660 M. Johann Conrad Zeller
- 1660–1665 M. Johann Melchior Nicolai
- 1665–1669 Johann Jacob Müller
- 1669–1681 M. Johann Zeller
- 1681–1684 M. Gottfried Cuhorst
- 1684–1692 M. Johann Wolfgang Dieterich
- 1692–1694 M. Georg Fr. Crafft
- 1694–1706 Johann Balthasar Golther
- 1706–1725 M.Johann Eberhard Hauber
- 1725–1748 M.Johann Philipp Luz
- 1748–1759 M.Johann Adam Lederer
- 1759–1767 M.Johann Jacob Glocker
- 1767–1780 M.Georg David Leusler
- 1780–1788 M.Johann Christoph Ludwig Mieg
- 1788–1810 Jakob Nikolaus Hesler
- 1810–1841 Georg Friedrich Veiel
- 1841–1842 Rudolf Friedrich Wilhelm Andler
- 1843–1843 Josias Schüle
- 1843–1850 Eberhard Ludwig Luithlen
- 1850–1866 Christoph Ludwig Eyth
- 1866–1889 Dr. Christian Daniel Fulda
- 1890–1912 Gustav Eugen Zeller
- 1913–1918 Dr. Karl Ströle
- 1918–1934 Ernst Welsch (1866–1944)
- 1934–1937 Max Fischer
- 1937–1942 Arthur Eifert (1879–1947)
- 1943–1950 Gerhard Pfänder
- 1950–1966 Max Ziegler (1901–1973)
- 1967–1981 Alfred Bauer (1915–1992)
- 1981–1994 Gerhard Weimer (1932–2011)
- 1995–2010 Hartmut Leins (* 1947)
- 2010–2019 Reiner Zeyher (* 1957)

## Kirchengemeinden
Im Kirchenbezirk Vaihingen an der Enz gab es zuletzt 19 Kirchengemeinden. Diese gehören zu den politischen Städten und Gemeinden Eberdingen, Markgröningen, Oberriexingen, Sachsenheim, Sersheim und Vaihingen an der Enz des Landkreises Ludwigsburg.

### Kirchengemeinde Aurich

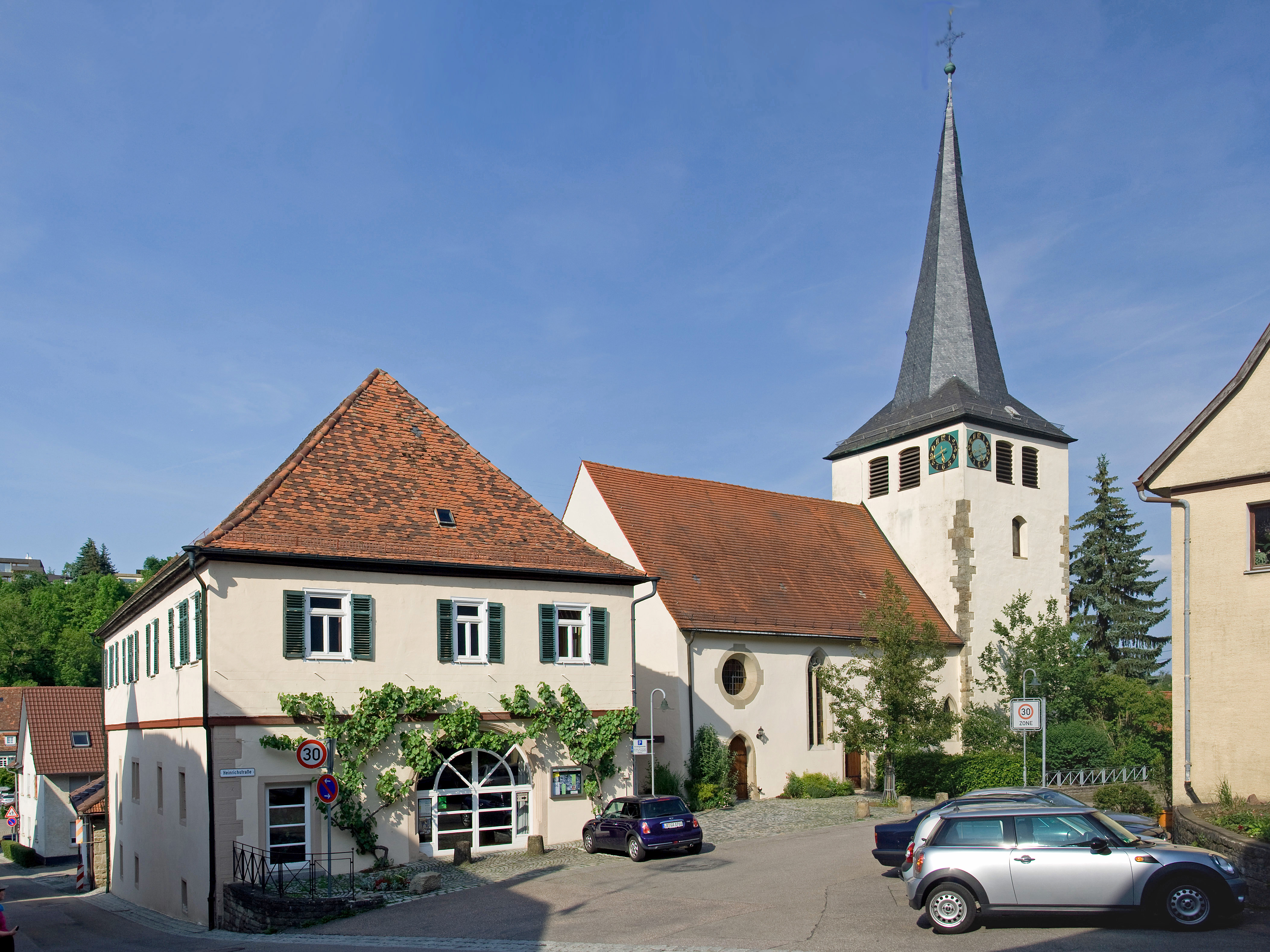
Pfarrhaus und Kirche in Aurich

Die Kirchengemeinde Aurich umfasst den gleichnamigen Stadtteil der Stadt Vaihingen an der Enz. Die Kirche St. Johannis hat eine kreuzrippengewölbter Turmchor aus dem 15. Jahrhundert. Das Schiff wurde im 16. Jahrhundert erweitert.

### Kirchengemeinde Eberdingen

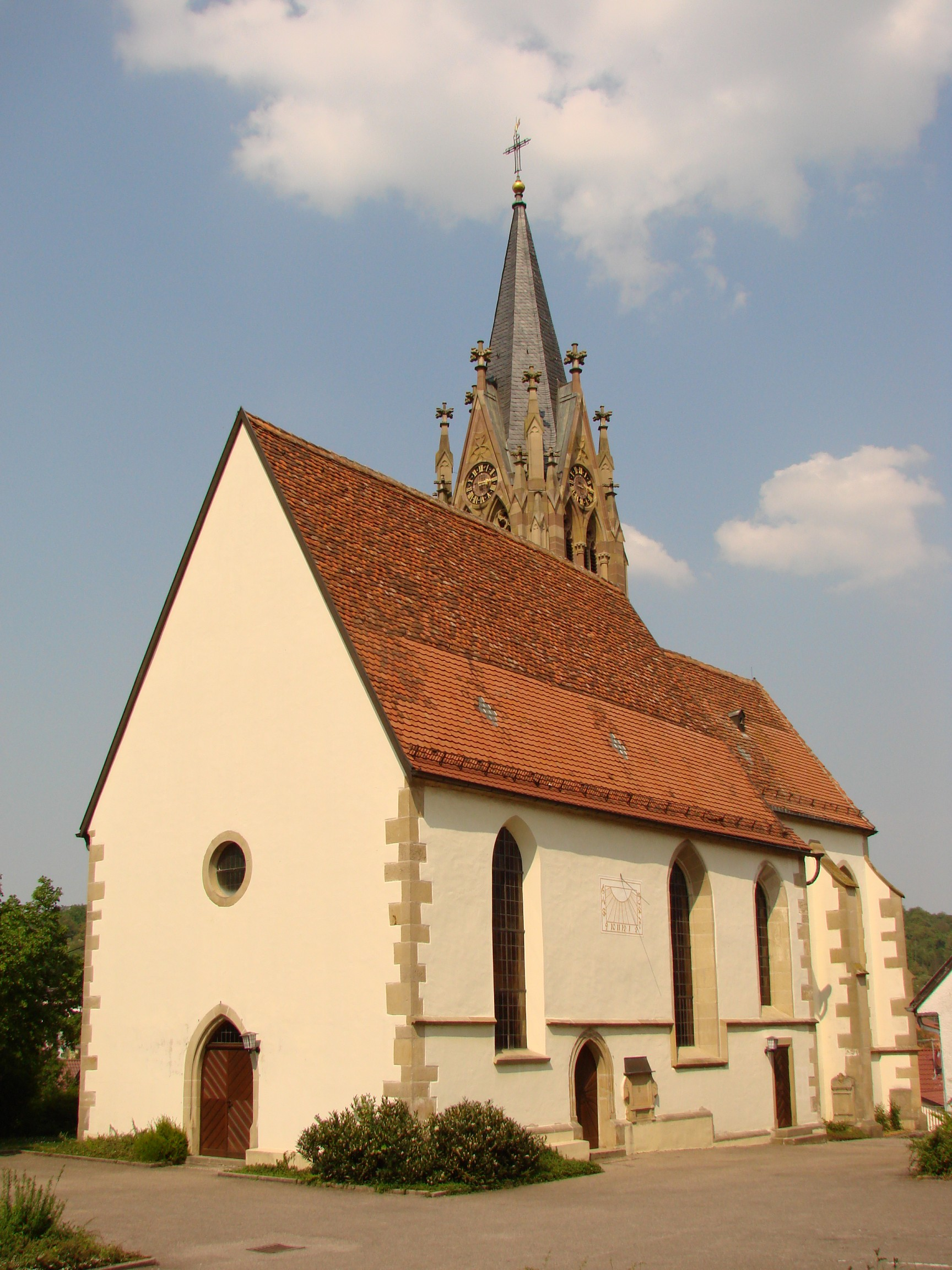
Evang. Kirche Eberdingen

Die Kirchengemeinde Eberdingen umfasst den gleichnamigen Ortsteil der Gemeinde Eberdingen. Die Kirchengemeinde verfügt über die gotische Pfarrkirche St. Nikolaus und Martin.

### Kirchengemeinde Ensingen

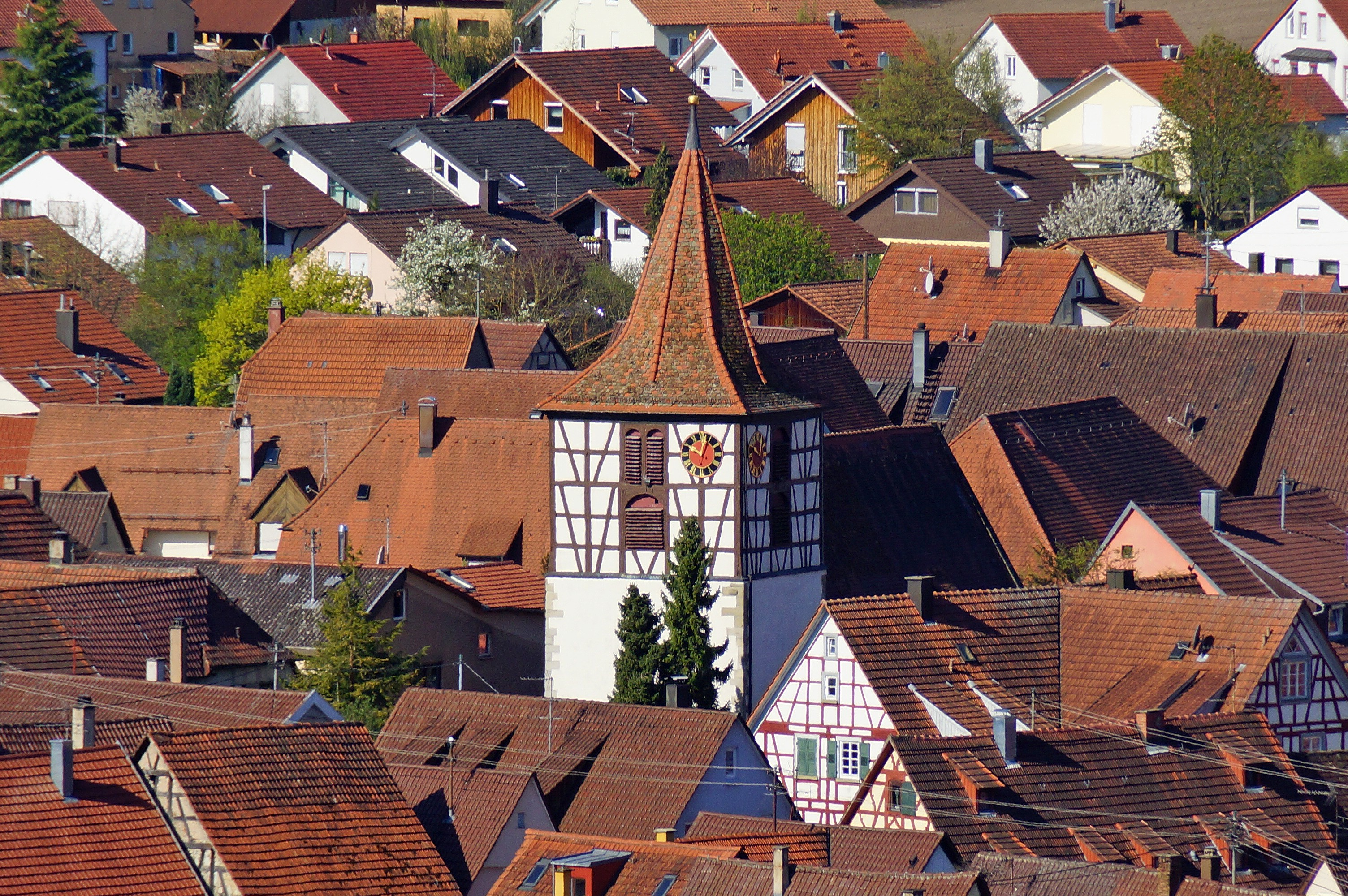
Kirche St. Veit in Ensingen

Die Kirchengemeinde Ensingen umfasst den gleichnamigen Stadtteil der Stadt Vaihingen an der Enz. Die Gemeinde besitzt mit der St. Veitskirche eine schlichte Dorfturmkirche, deren Kern aus dem 13. Jahrhundert stammt. 1468 wurde sie erneuert und später mehrmals verändert. Die Kirchengemeinde ist auch Träger eines Kindergartens. Die evangelischen Bewohner der Aussiedlerhöfe Herold und Dillmann wurden durch Bekanntmachung des Oberkirchenrats vom 7. Februar 1983 der Kirchengemeinde Vaihingen/Enz zugeordnet.

### Kirchengemeinde Enzweihingen

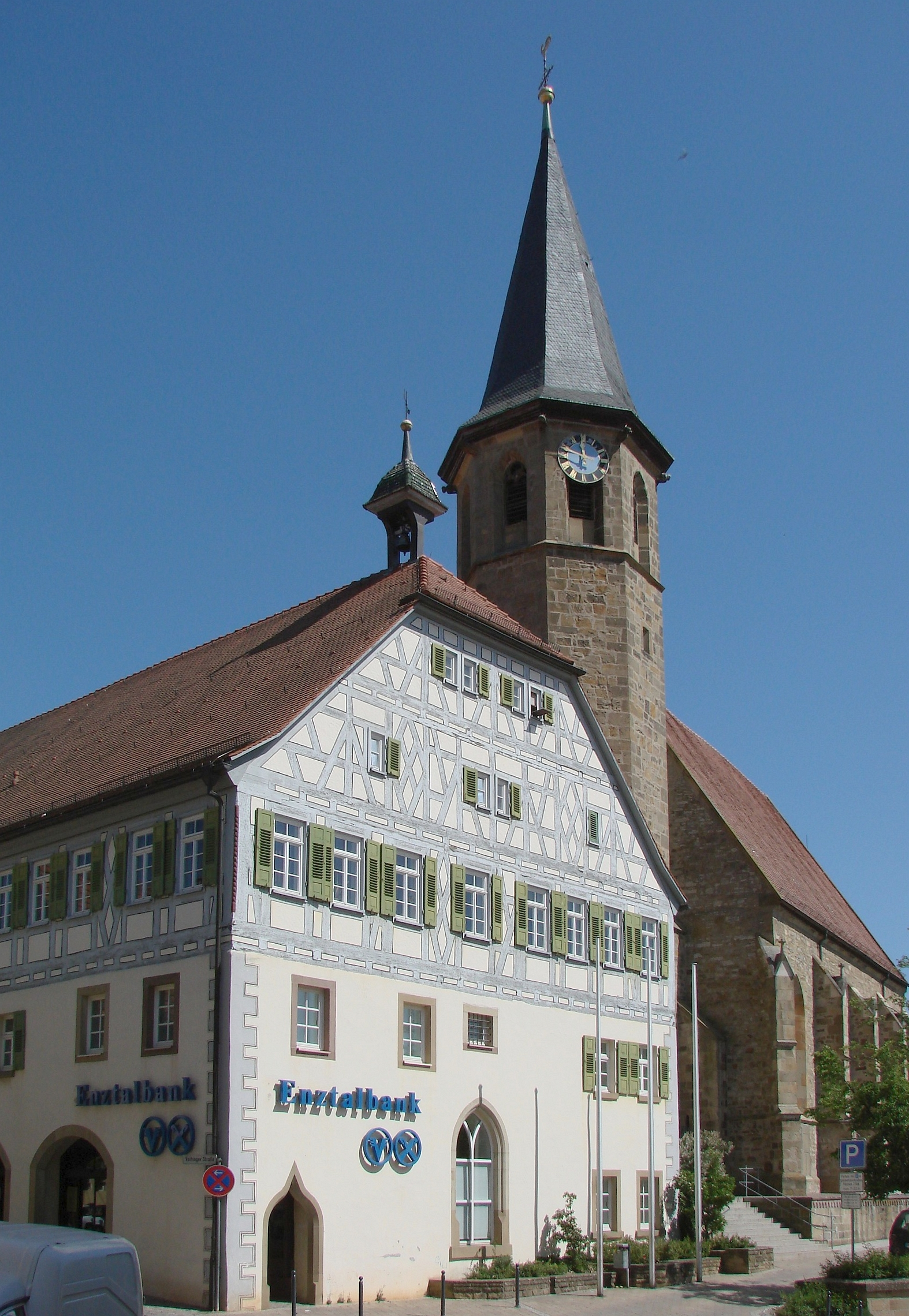
Evang. Kirche Vaihingen-Enzweihingen

Die Kirchengemeinde Enzweihingen umfasst den gleichnamigen Stadtteil der Stadt Vaihingen an der Enz. Die Pfarrkirche St. Martin (früher zusätzlich auch St. Nikolaus) stammt aus dem 14. Jahrhundert und wurde von Hans Buß erbaut und danach mehrfach verändert. Die spätgotische Westturmanlage hat einen netzgewölbten Chor. Sie enthält Adelsgrabmäler bis 1705. Die Kirchengemeinde unterhält zwei Kindergärten.

### Kirchengemeinde Großsachsenheim

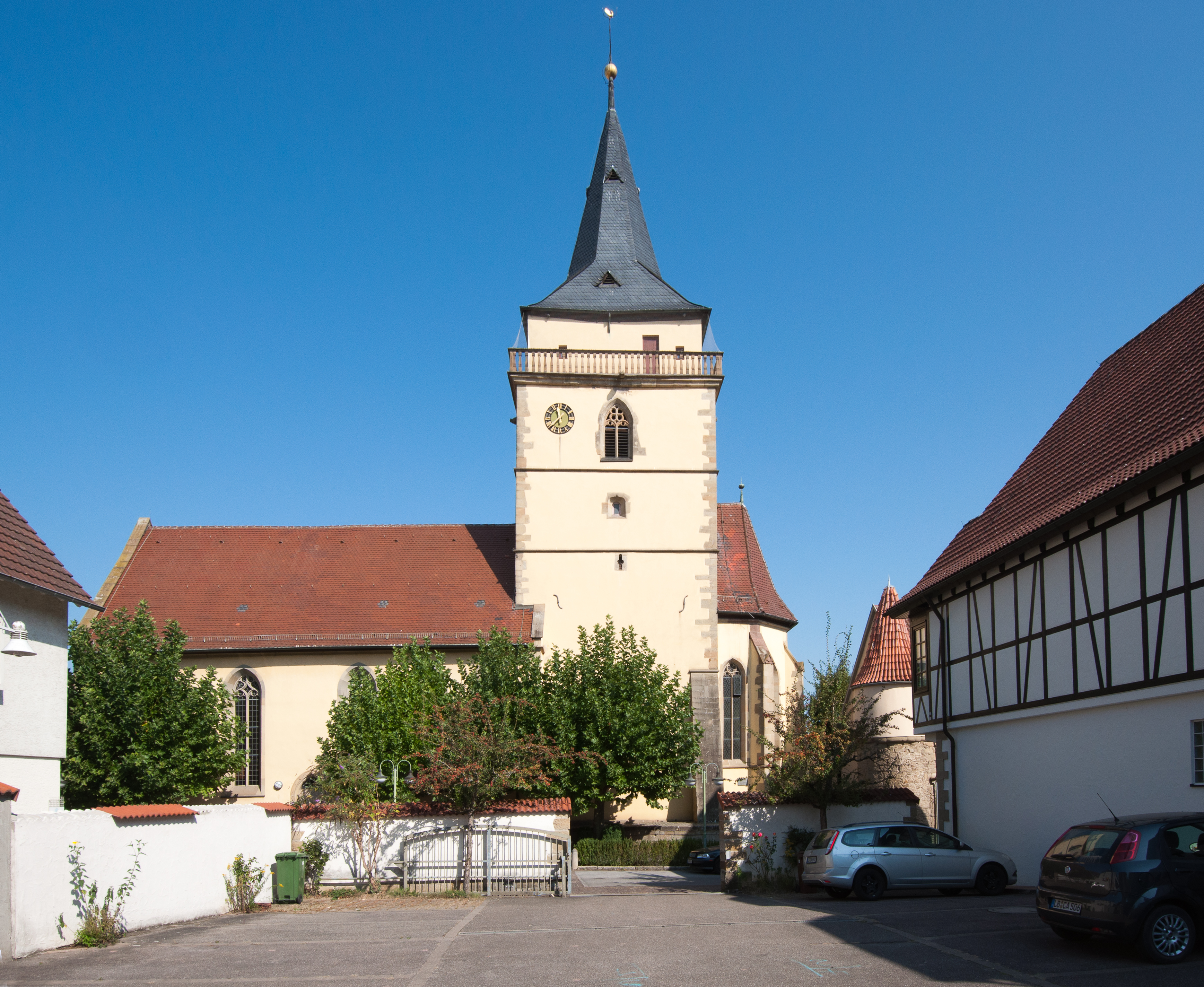
Stadtkirche St. Fabian und Sebastian in Großsachsenheim

Die Kirchengemeinde Großsachsenheim umfasst den gleichnamigen Stadtteil der Stadt Sachsenheim. Die Kirchengemeinde besitzt mit der Stadtkirche St. Fabian und Sebastian eine Kirche, deren Kern bereits 1265 errichtet wurde. 1484 wurde sie umgebaut, dabei wurde der Chorturm und die kreuzrippengewölbte Seitenkapelle beibehalten. Das Schiff der Kirche wurde 1718 teilweise erneuert. Die Kirche besitzt noch Grabdenkmäler der letzten Herren von Sachsenheim aus der Renaissancezeit. Die Kirchengemeinde ist Träger von drei Kindergärten (Schlosskindergarten, Klingenbergkindergarten und Waldkindergarten) sowie einer kirchlichen Sozialstation.

### Kirchengemeinde Gündelbach

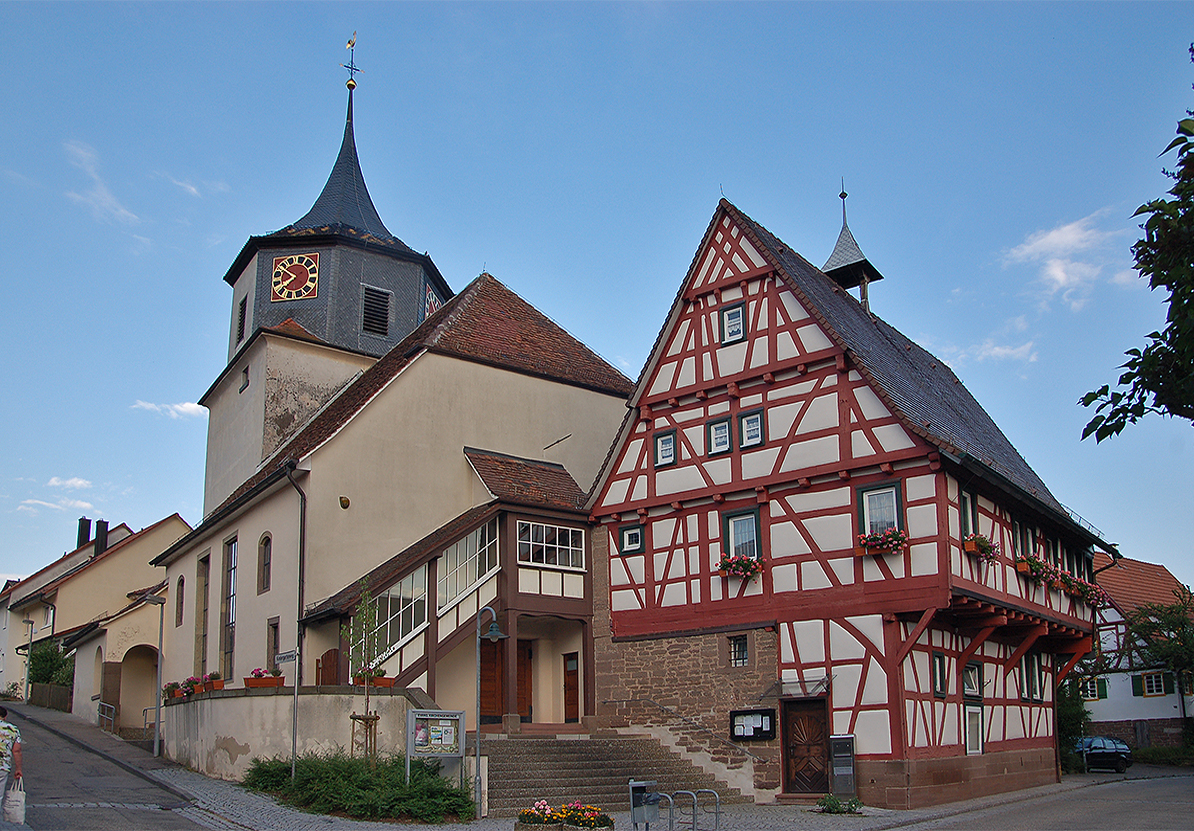
Kirche und Rathaus in Gündelbach

Die Kirchengemeinde Gündelbach umfasst den gleichnamigen Stadtteil der Stadt Vaihingen an der Enz sowie den zum Ortsteil Schützingen der Gemeinde Illingen gehörigen Weiler Schützinger Mühle, welcher durch Bekanntmachung des Oberkirchenrats vom 21. Juli 1952 von der Kirchengemeinde Schützingen (heute Kirchenbezirk Mühlacker) hierher umgegliedert wurde. Die Laurentiuskirche in Gündelbach wurde im 15. Jahrhundert errichtet, das Langhaus 1618 angebaut. Die Kirchengemeinde ist Träger eines Kindergartens. Bis 1972 gehörte die Kirchengemeinde Gündelbach zum Kirchenbezirk Mühlacker. Mit Wirkung vom 1. Januar 1973 wurde sie in den Kirchenbezirk Vaihingen an der Enz umgegliedert.

### Kirchengemeinde Häfnerhaslach

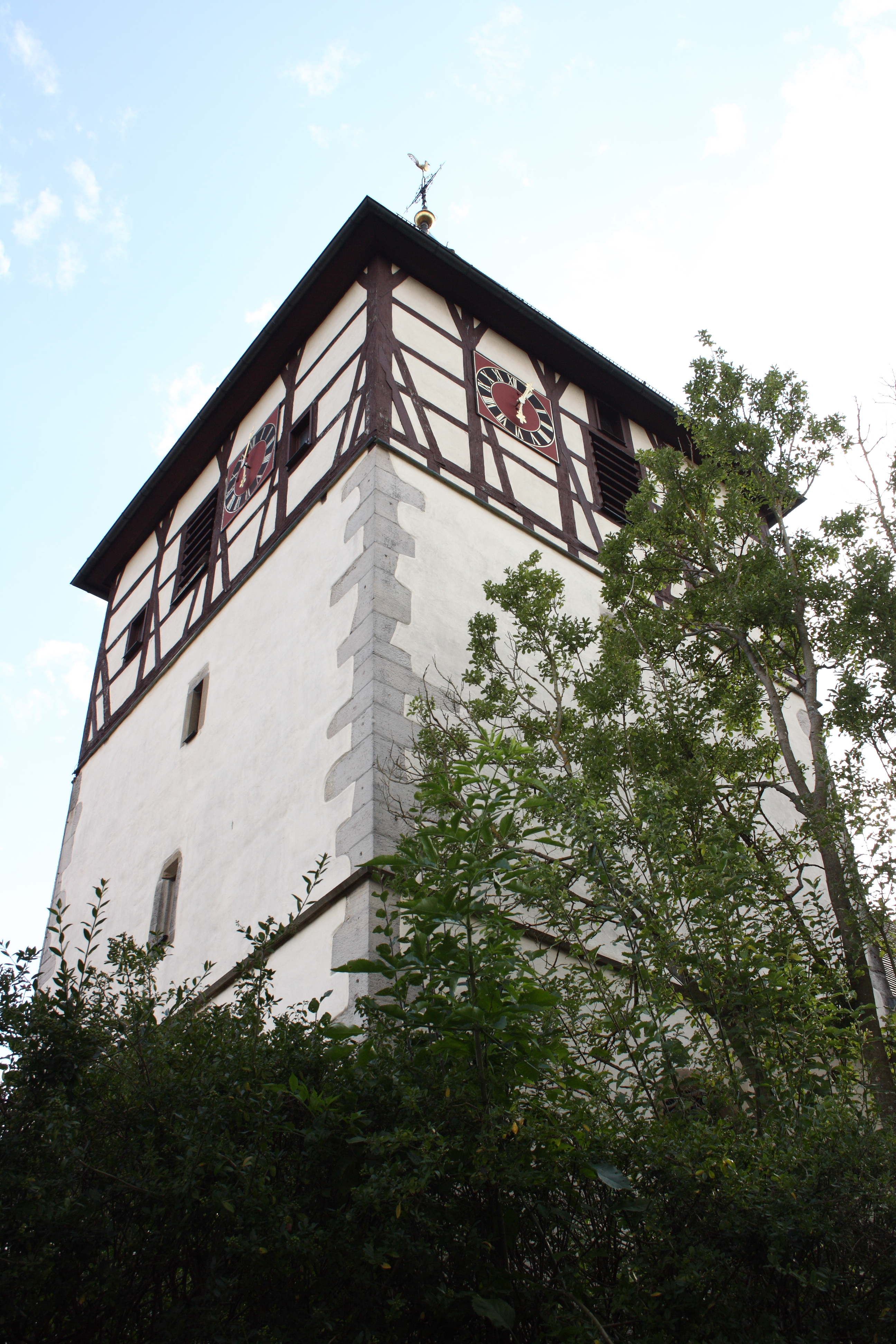
Remigiuskirche in Häfnerhaslach

Die Kirchengemeinde Häfnerhaslach umfasst den gleichnamigen Stadtteil der Stadt Sachsenheim. Die Remigiuskirche wurde im 15. Jahrhundert errichtet, das Schiff 1767 erweitert. Die Kirchengemeinde wird vom Pfarramt Ochsenbach-Spielberg betreut. Bis 1939 gehörte die Kirchengemeinde Häfnerhaslach zum Kirchenbezirk Brackenheim. Mit Wirkung vom 1. April 1939 wurde sie in den Kirchenbezirk Vaihingen an der Enz umgegliedert.

### Kirchengemeinde Hochdorf-Riet

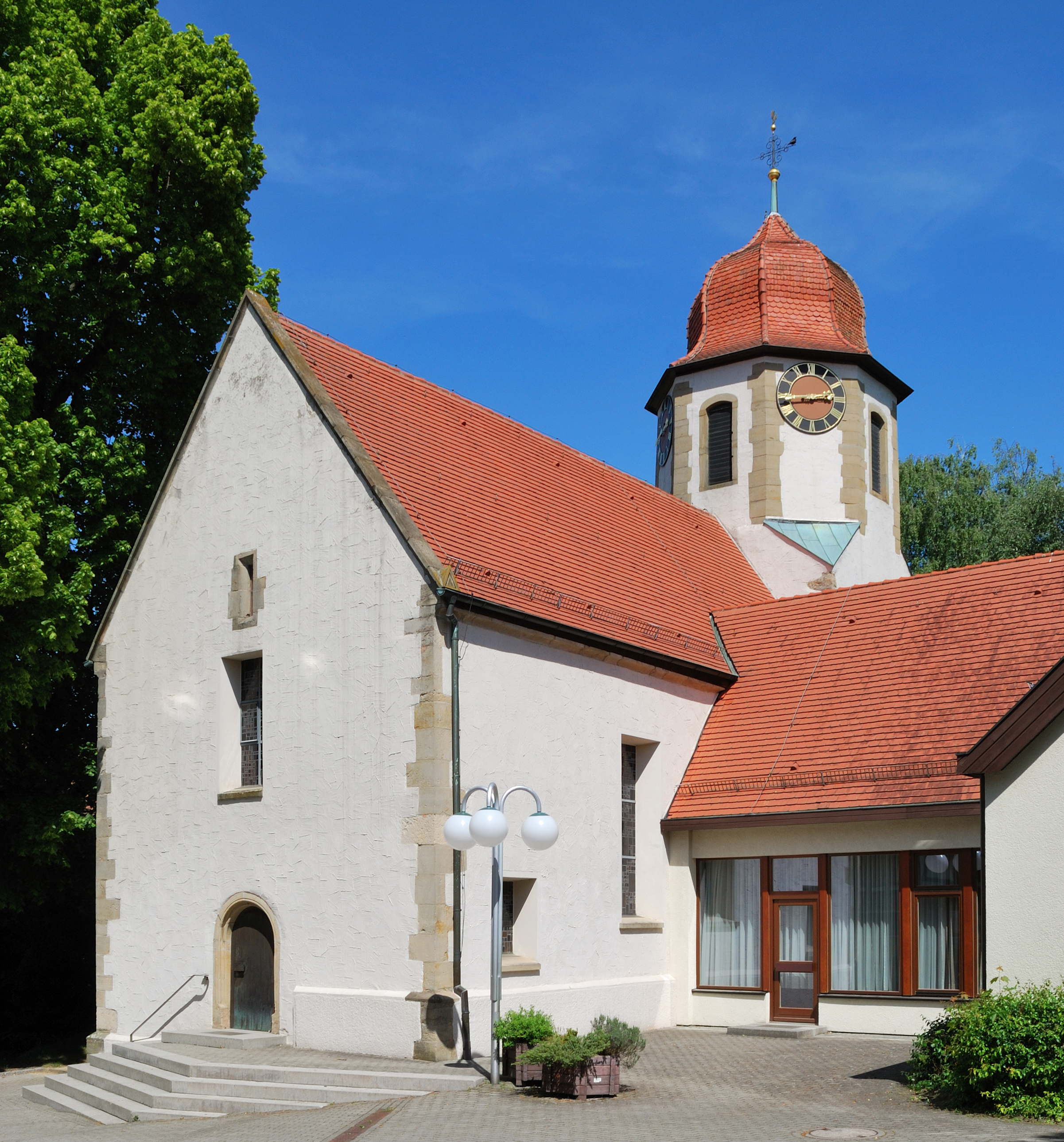
Michaelskirche in Hochdorf

Die Kirchengemeinde Hochdorf-Riet umfasst seit ihrem Zusammenschluss zum 1. Januar 2019 den Ortsteil Hochdorf an der Enz der Gemeinde Eberdingen und den Stadtteil Riet der Stadt Vaihingen an der Enz.
Die gotische Michaelskirche in Hochdorf wurde nach 1582 stark verändert, der Chor rechteckig erweitert. Sie enthält Grabmäler der Herren von Münchingen und von Tessin aus den Jahren 1542 bis 1746.
Die Kirche St. Stephan in Riet ist gotischen Ursprungs und wurde 1722 verändert. Sie wurde 1487 zur Pfarrkirche erhoben, zuvor gehörte der Ort als Filiale zu Enzweihingen.

### Kirchengemeinde Hohenhaslach

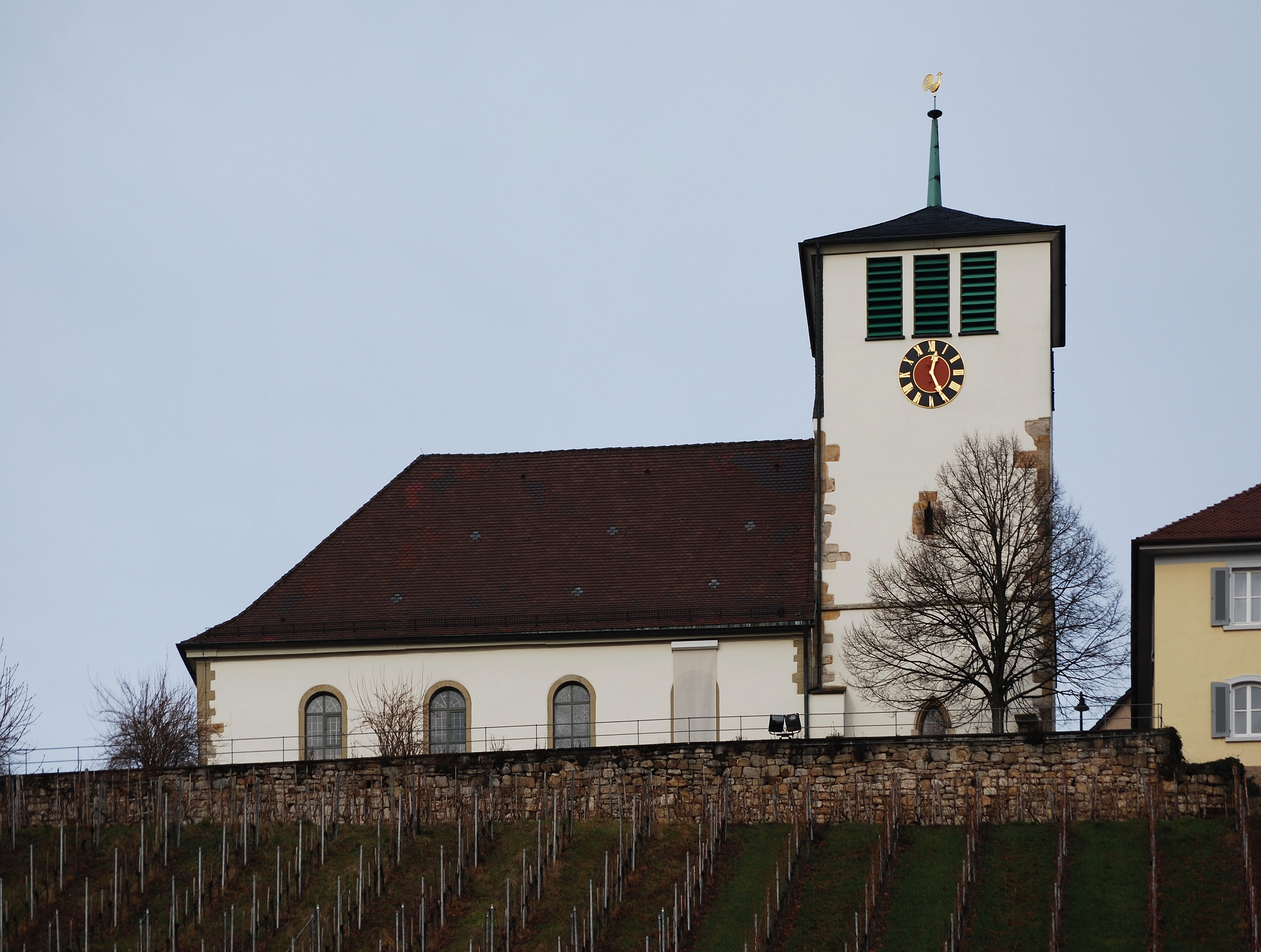
Kirche St. Georg in Hohenhaslach

Die Kirchengemeinde Hohenhaslach umfasst den gleichnamigen Stadtteil der Stadt Sachsenheim. Die Kirche St. Georg wurde in nahezu der Form, wie sie heute steht, bereits im 13. Jahrhundert errichtet. Da eine karolingische Altarplatte bis zu der Renovierung 1957 erhalten war und ein Kryptaähnliches Gewölbe unterirdisch vor dem Altar vorhanden ist, ist davon aus zu gehen, dass bereits im Jahre 800, als der Ort erstmals urkundlich erwähnt wurde, an der gleichen Stelle eine Kirche gestanden hat.
1566 wurde die Nordwand um ca. 4 m versetzt, um mehr Platz zu schaffen. Im Zuge der Verbreiterung der Kirche musste das Dach ebenfalls um ca. 4 m erhöht werden, um die Dachsteigung zu erhalten. Dadurch wirkt der Kirchturm kürzer. Die Kirche besitzt einen kreuzrippengewölbten Chorturm mit wertvollen gotischen Fresken. 1783/84 erfolgten weitere bauliche Maßnahmen am Dachstuhl. Die Verlängerung der Fenster nach unten und der Einzug einer weißen, mit schlichtem Stuckmotiv des Lammes Gottes in der Barockzeit bewirkten eine Erhellung des Kirchenraumes. Die Entfernung einer Seiten- und der Orgelempore im Chor 1957 brachten noch mehr Licht in den Kirchenraum, so dass heute die Kirche sehr hell und freundlich wirkt.
In Niederhaslach gab es früher auch eine Kirche, die dem Hl. Hippolyt geweiht war. Diese Kirche wurde aber Anfang des 18. Jahrhunderts, da schon länger eine Ruine, vollends abgebrochen.
Zur Kirchengemeinde gehören traditionell „der Berg“ (Hohenhaslach), „das Dörfle“ (Mittelhaslach), „das äußere Dörfle“ (Niederhaslach), Burg und Weiler Bromberg (heute als Bromberger Höfe zu Ochsenbach gehörig) sowie die Domäne Rechentshofen (ehemaliges Zisterzienserinnenkloster) und die Aussiedlergehöfte Langmantel.

### Kirchengemeinde Horrheim

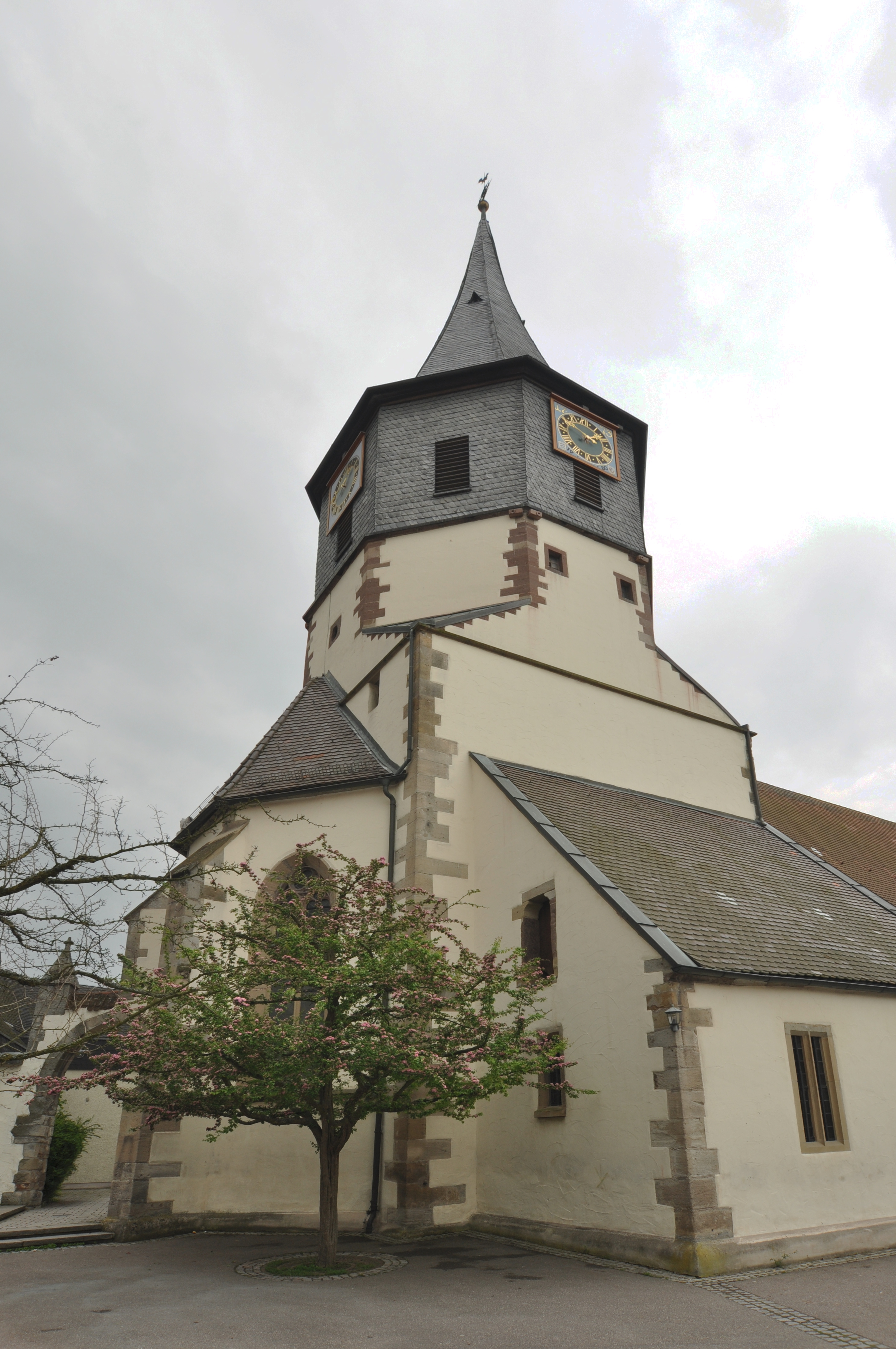
Clemens-Kirche in Horrheim

Die Kirchengemeinde Horrheim umfasst den gleichnamigen Stadtteil der Stadt Vaihingen an der Enz. Eine erste einfache Kirche gab es bereits im 8./9. Jahrhundert. Der Grundbestand der heutigen Clemens-Kirche wurde um 1250 als romanische Chorturmkirche erbaut und seitdem mehrfach verändert. Spätes 15. Jahrhundert Erweiterung und Kreuzrippeneinwölbung des Chorraums. Um 1600 Umbau und Erweiterung des Schiffs. Renaissance-Taufstein, -Altar und überdimensionales Wandkruzifix von 1599. 1625 Turm aufgestockt durch ein Oktogon. Außergewöhnliche Gestaltung der Tür vom Chor zur Sakristei, u. a. mit kunstvollen Schlosserarbeiten. Ein um 1325 entstandenes Wandfresko der Marienkrönung wurde 1971 aufgedeckt. Orgel mit originalem Barock-Prospekt von 1769.

### Kirchengemeinde Kleinglattbach

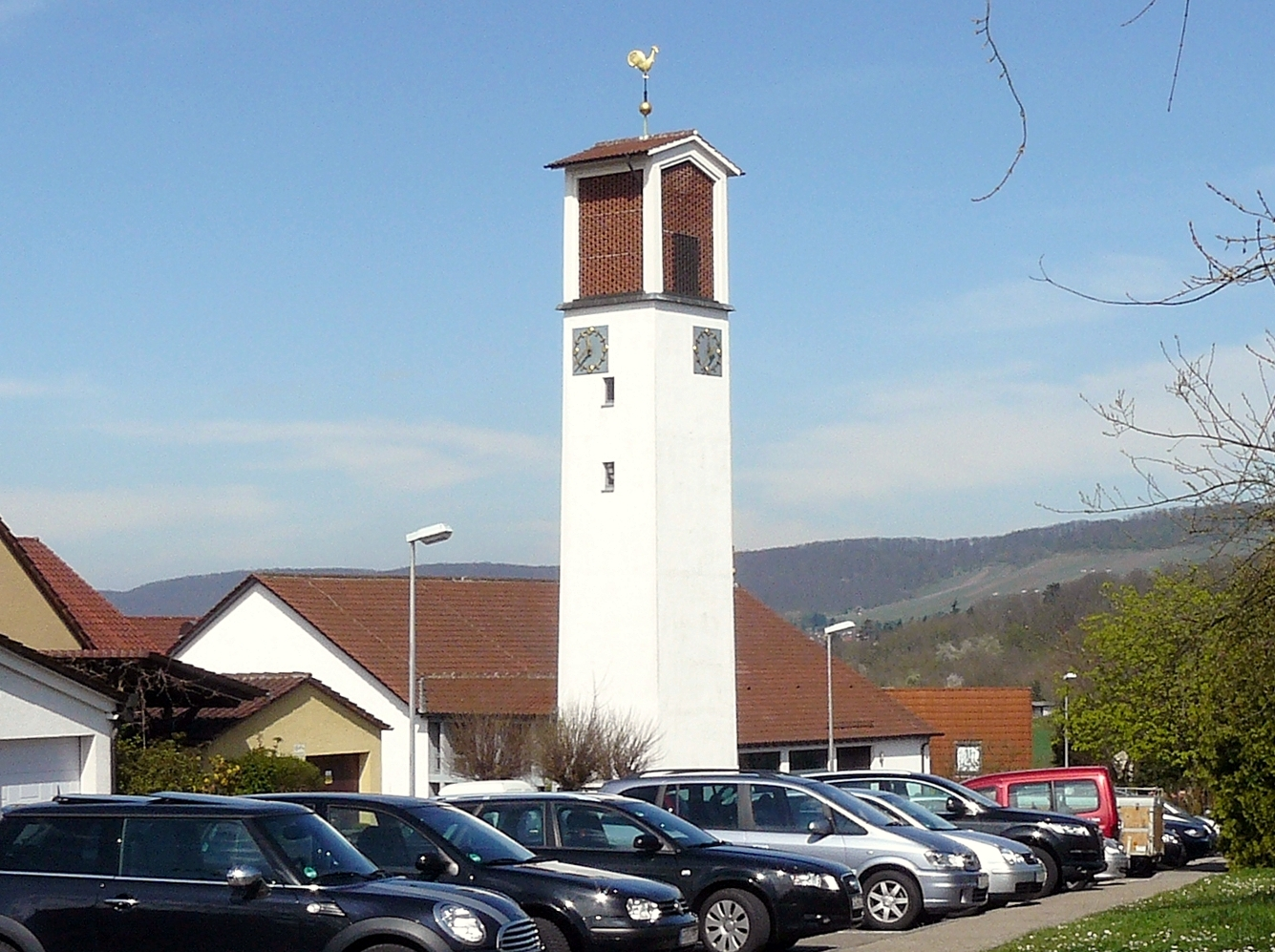
Christuskirche Kleinglattbach

Die Kirchengemeinde Kleinglattbach umfasst den gleichnamigen Stadtteil der Stadt Vaihingen an der Enz. Die evangelischen Bewohner gehörten zunächst zur Kirchengemeinde Vaihingen, bis in Kleinglattbach eine eigene Filialkirchengemeinde errichtet wurde. Durch Bekanntmachung des Oberkirchenrats vom 6. Juli 1954 wurde die Filialkirchengemeinde von der Muttergemeinde Vaihingen gelöst und zur selbständigen Kirchengemeinde erhoben.
Mittelpunkt des heutigen gemeindlichen Lebens ist die Christuskirche, die erst 1958 erbaut wurde. Die alte, unter Denkmalschutz stehende Peterskirche aus dem 15. Jahrhundert mit netzrippengewölbtem Chor wird nur noch gelegentlich für Gottesdienste genutzt. Sie war für die wachsende Gemeinde zu klein geworden, weshalb die heutige Christuskirche erbaut wurde, an die Mitte der 1980er Jahre ein Gemeindezentrum mit Pfarrhaus angebaut und 2002 ein Gemeindebüro angefügt wurde. Die Kirchengemeinde ist Träger eines Kindergartens.

### Kirchengemeinde Kleinsachsenheim

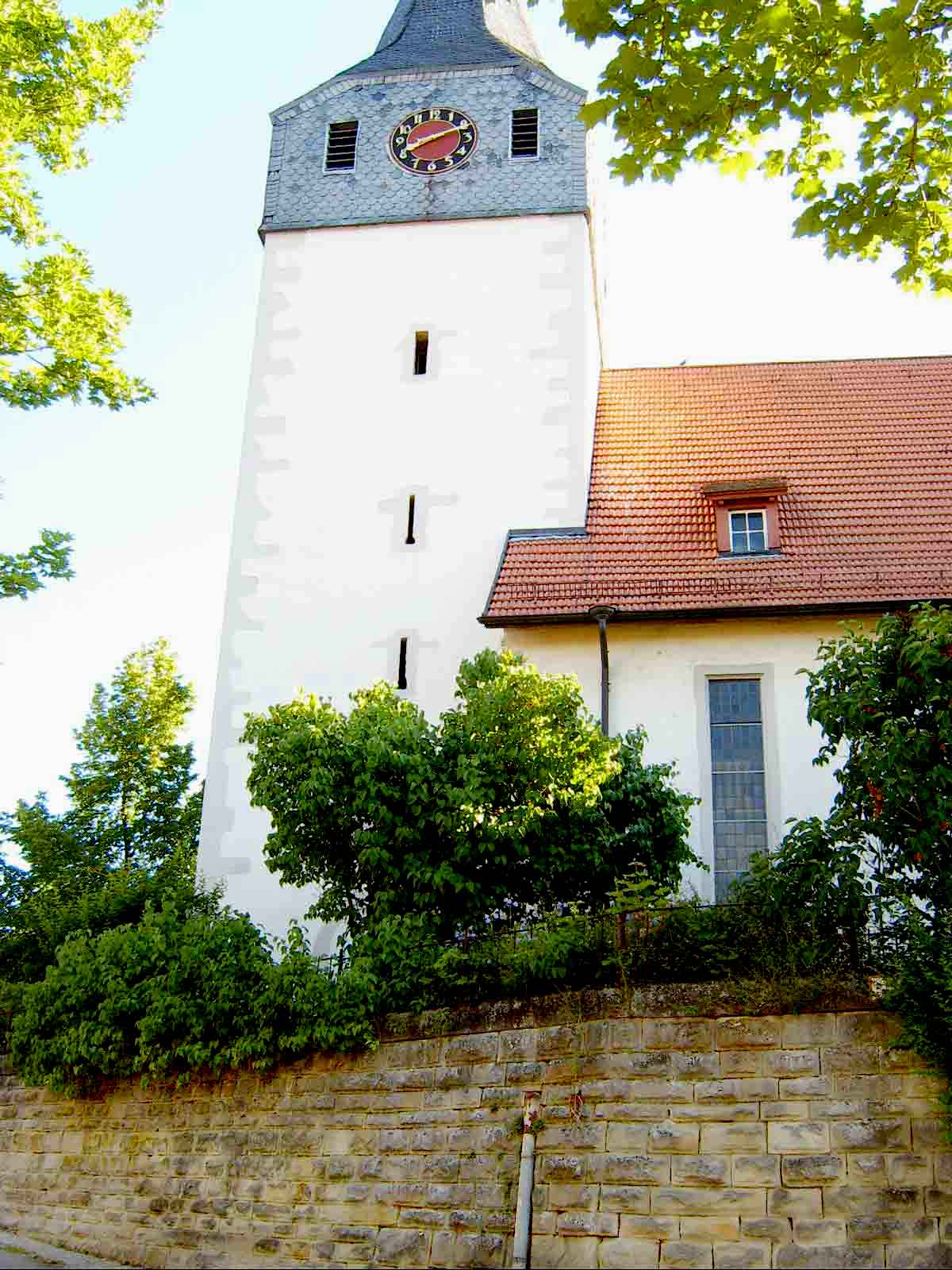
Kirche Kleinsachsenheim

Die Kirchengemeinde Kleinsachsenheim umfasst den gleichnamigen Stadtteil der Stadt Sachsenheim. Der Ort war früher eine Filiale von Großsachsenheim, doch bereits 1488 gab es eine Frühmesse am Ort. Die Kirche (ehemals zu Unserer Lieben Frau) wurde 1461 errichtet und hat einen Westturm, das Schiff wurde 1619 verlängert und verbreitert.

### Kirchengemeinde Nussdorf

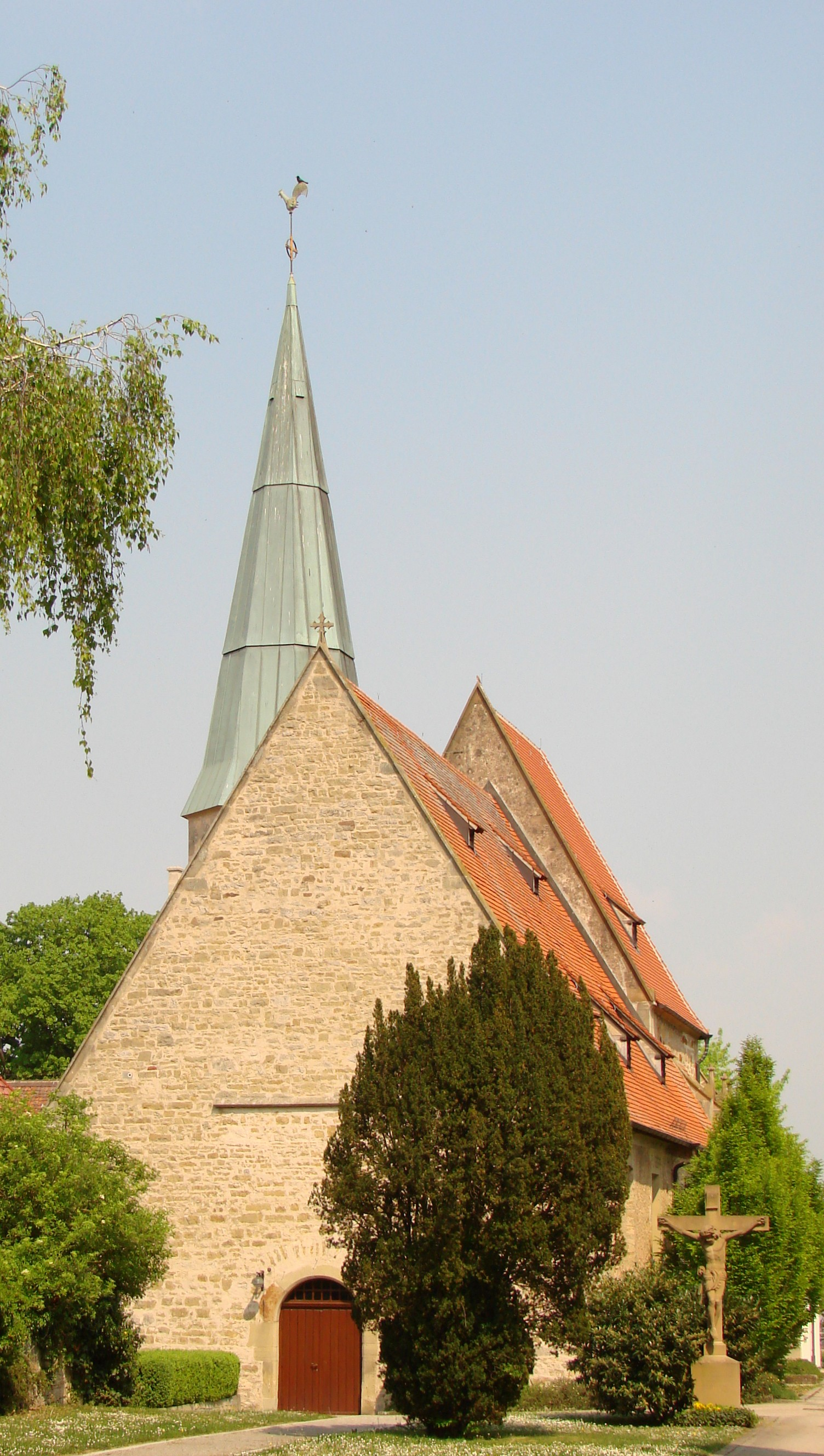
Evang. Heiligkreuzkirche Eberdingen-Nussdorf

Die Kirchengemeinde Nussdorf umfasst den gleichnamigen Ortsteil der Gemeinde Eberdingen.
Die Kirchengemeinde feiert heute ihre Gottesdienste (Beginn in der Regel um 10 Uhr) in der Kirche zum Heiligen Kreuz aus dem Jahr 1482, deren Erbauer Peter von Koblenz war. Sie besitzt mehrere Wand- und Deckenmalereien im Chorraum aus der Erbauungszeit, die 1882 durch Maler Loosen, Köln neugestaltet worden sind. Das Gemeindehaus wurde 1981 an Stelle der Martinskirche aus dem 12. Jahrhundert gebaut, die bei Kriegsende 1945 zerstört wurde. Nach dem Krieg wurde die Kirche mit Ausnahme von Turm und Sakristei abgerissen, die Sakristei ist in das Gemeindehaus integriert.

### Kirchengemeinde Oberriexingen

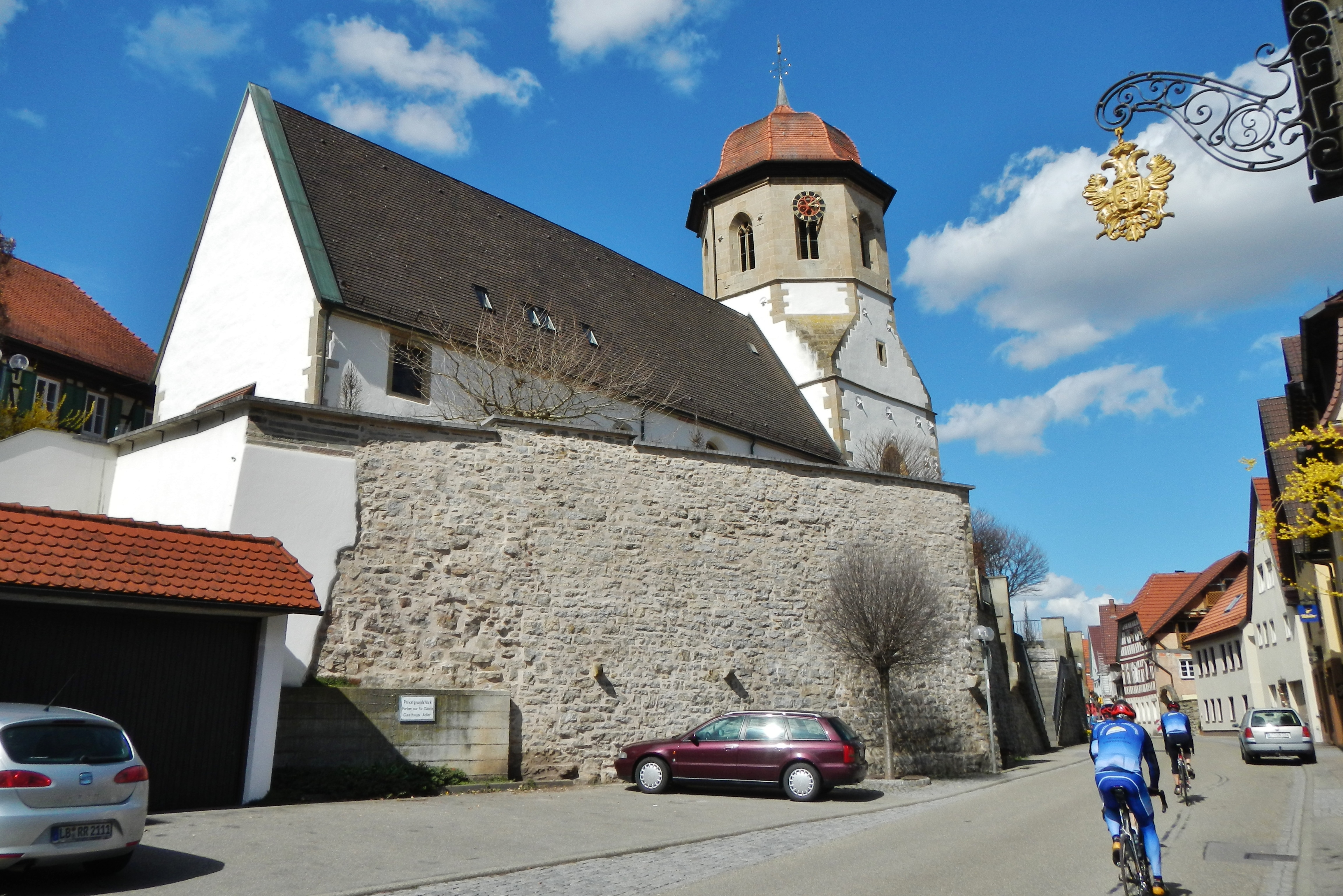
Georgskirche in Oberriexingen

Die Kirchengemeinde Oberriexingen umfasst die gleichnamige Stadt. Die Georgskirche ist eine gotische Chorturmanlage. Das Schiff brannte 1693 ab und wurde von 1694 bis 1707 in barocker Form wieder errichtet. Neben der Kirche befindet sich das Gemeindehaus, in dem sich die verschiedenen Gruppen und Kreise der Kirchengemeinde (u. a. Kirchenchor), treffen sowie das 1774 erbaute Pfarrhaus mit Pfarrbüro und Kirchenpflege.

### Kirchengemeinde Ochsenbach-Spielberg

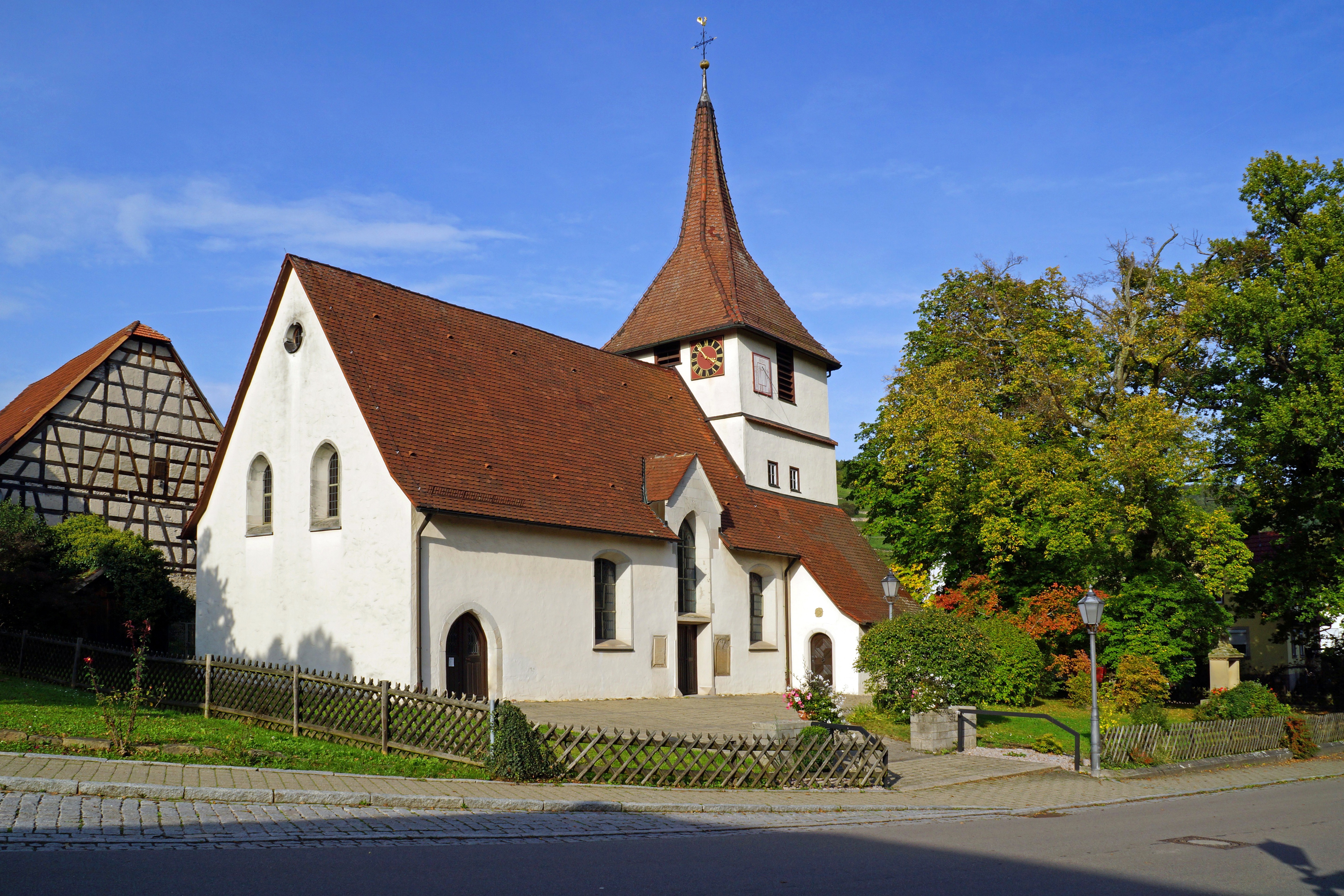
Liebfrauenkirche in Ochsenbach

Die Kirchengemeinde Ochsenbach-Spielberg umfasst die Stadtteile Ochsenbach und Spielberg der Stadt Sachsenheim. Mittelpunkt der Gemeinden ist die Liebfrauenkirche in Ochsenbach. Die gotische Kirche wurde 1901 verändert. Sie besitzt noch Reste von Wandmalereien aus den Jahren um 1460. Bis 1939 gehörte die Kirchengemeinde Ochsenbach zum Kirchenbezirk Brackenheim. Mit Wirkung vom 1. April 1939 wurde sie in den Kirchenbezirk Vaihingen an der Enz umgegliedert. Im zugehörigen Weiler Kirbachhof gab es bis zur Reformation eine eigene Kirche, sie wurde aber bereits 1556 abgebrochen.
Der zur Kirchengemeinde gehörige Stadtteil Spielberg gehörte früher pfarramtlich zu Hohenhaslach und seit 1547 zu Ochsenbach, doch hatte der Ort schon seit 1375 eine eigene Kirche, die 1542 als Wendelins-Kapelle nachweisbar ist. Im Pfälzischen Erbfolgekrieg (17. Jahrhundert) wurde sie zerstört. Im 18. Jahrhundert wurde versucht, die Kirche zu restaurieren, doch musste sie schließlich 1799 wegen Baufälligkeit abgebrochen werden. Ein Gedenkstein erinnert heute an den ehemaligen Standort der Kirche. Die Spielberger gehen seither nach Ochsenbach in die Kirche. Jedoch bildete Spielberg weiterhin eine selbständige Filialkirchengemeinde von Ochsenbach. Beide gehörten bis 1939 zum Kirchenbezirk Brackenheim und wurden mit Wirkung vom 1. April 1939 in den Kirchenbezirk Vaihingen an der Enz umgegliedert. Durch Bekanntmachung des Oberkirchenrats vom 11. Januar 1960 wurde die Filialkirchengemeinde Spielberg schließlich aufgehoben und mit der Kirchengemeinde Ochsenbach zusammengelegt. Mit Wirkung vom 7. Mai 1991 wurde die Kirchengemeinde Ochsenbach dann in Kirchengemeinde Ochsenbach-Spielberg umbenannt.
Das Pfarramt Ochsenbach-Spielberg betreut auch die Nachbarkirchengemeinde Häfnerhaslach. Daher finden auch regelmäßig gemeinsame Gottesdienste mit dieser Kirchengemeinde statt.

### Kirchengemeinde Roßwag

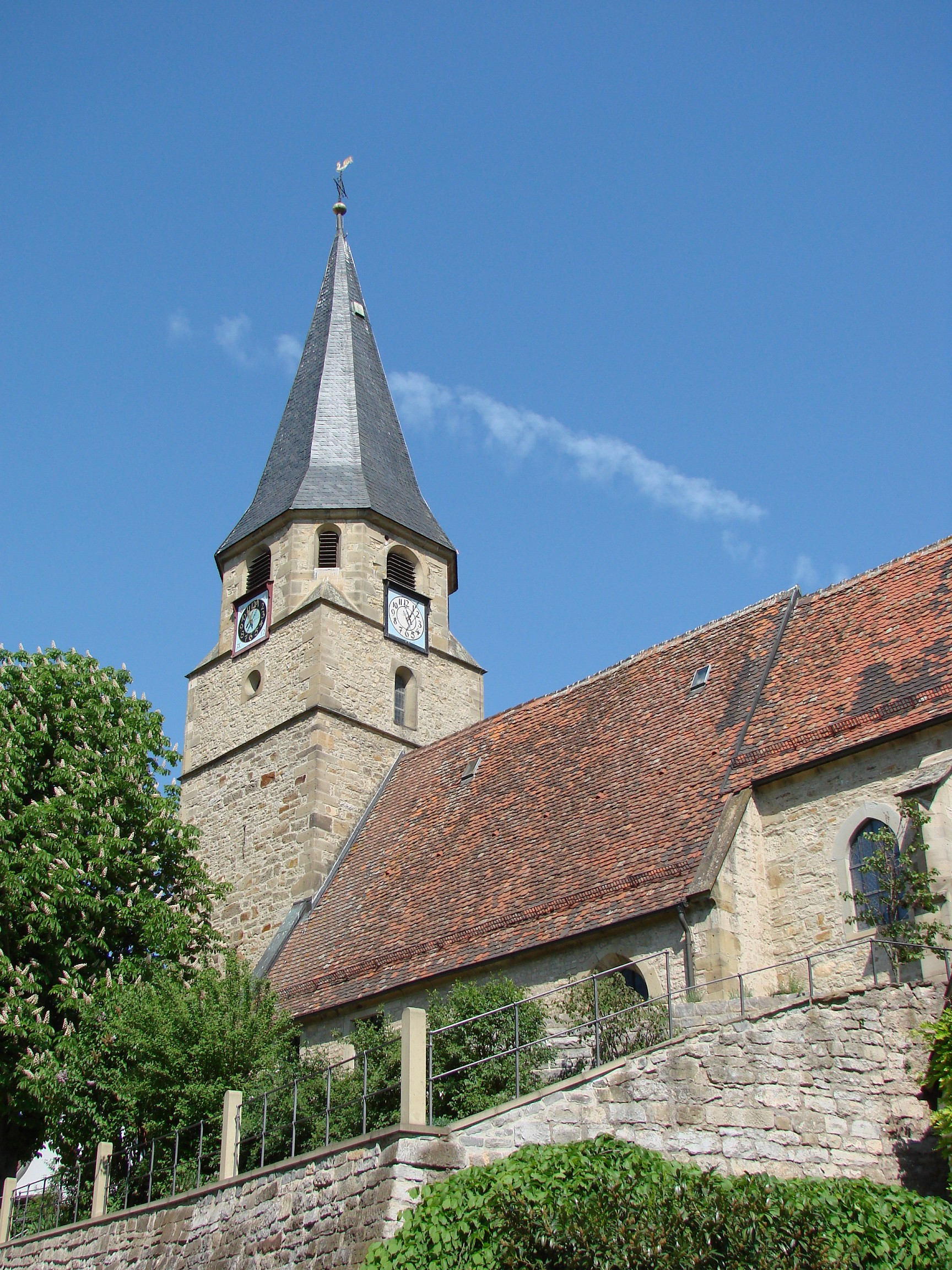
Martinskirche in Roßwag

Die Kirchengemeinde Roßwag umfasst den gleichnamigen Stadtteil der Stadt Vaihingen an der Enz. Die Martinskirche stammt aus dem 13. Jahrhundert. An der gotischen Kirche mit netzrippengewölbtem Chor wurde 1594 der Turm erhöht. Das Schiff wurde 1901 neugotisch verändert. 1998 wurde die Kirche innen renoviert. Dabei erhielt sie Malereien im Chorraum und im Turm.

### Kirchengemeinde Sersheim
Die Kirchengemeinde Sersheim umfasst die gleichnamige Gemeinde. Die Johanneskirche stammt in ihren ältesten Teilen aus dem 11. Jahrhundert. Die Kirche wurde mehrfach verändert. Die Turmhaube stammt aus der Barockzeit (1609). Damals wurde auch das Schiff vergrößert. Die Kirche enthält Grabsteine aus dem 17. und 18. Jahrhundert. An der Nordseite des Schiffs besteht ein Steinbildwerk Sonne und Johannesschüssel, das von der abgebrochenen Johanneskapelle stammt. Die alte Zehntscheune wurde 2007 abgerissen und im Anschluss in ihrer ursprünglichen Form neu erstellt und verbindet die Kirche und das alte Pfarrhaus zu einem Gemeindezentrum, in dem mehrere Gruppenräume Platz finden. Die Kirchengemeinde ist Träger des Kindergartens Auf dem Kies.

### Kirchengemeinde Unterriexingen

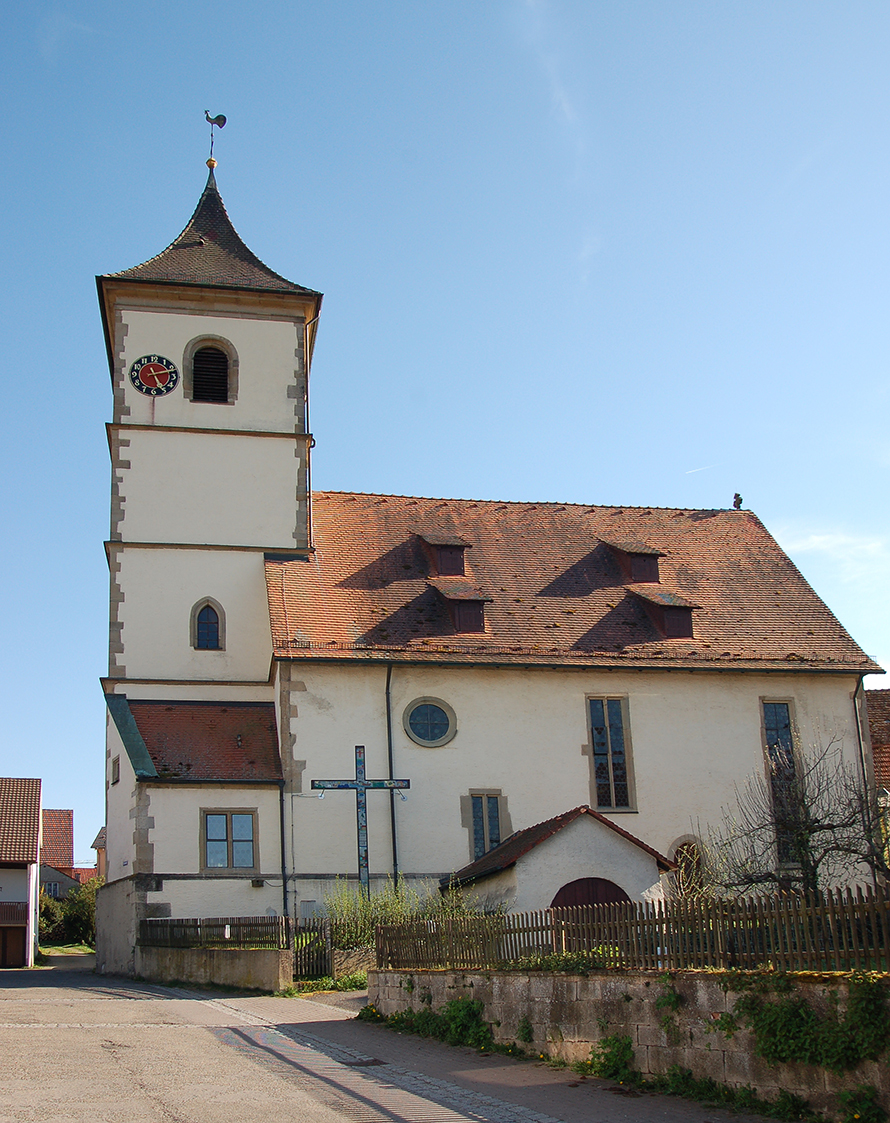
Dorfkirche (Pfarrkirche) in Unterriexingen

Die Kirchengemeinde Unterriexingen umfasst den gleichnamigen Stadtteil der Stadt Markgröningen, die selbst zum Kirchenbezirk Ditzingen gehört. Die Kirchengemeinde Unterriexingen besitzt eine Kirche aus dem Jahr 1470, die 1520 und 1628/29 ihre heutige Gestalt bekam. Die Frauenkirche auf dem Friedhof auf einer Anhöhe war eine ehemalige Wallfahrtskirche zu Unserer Lieben Frau. Sie gehört der gräflichen Familie Leutrum von Ertingen. Sie dient jedoch als Friedhofskirche für alle Konfessionen. Die Kirche wurde im 13./14. Jahrhundert errichtet, später zerstört und im 19. Jahrhundert wieder errichtet. Die Frauenkirche enthält zahlreiche bedeutende Grabdenkmäler aus dem 14. bis 17. Jahrhundert und ein spätromanisches Kruzifix.

### Kirchengemeinde Vaihingen

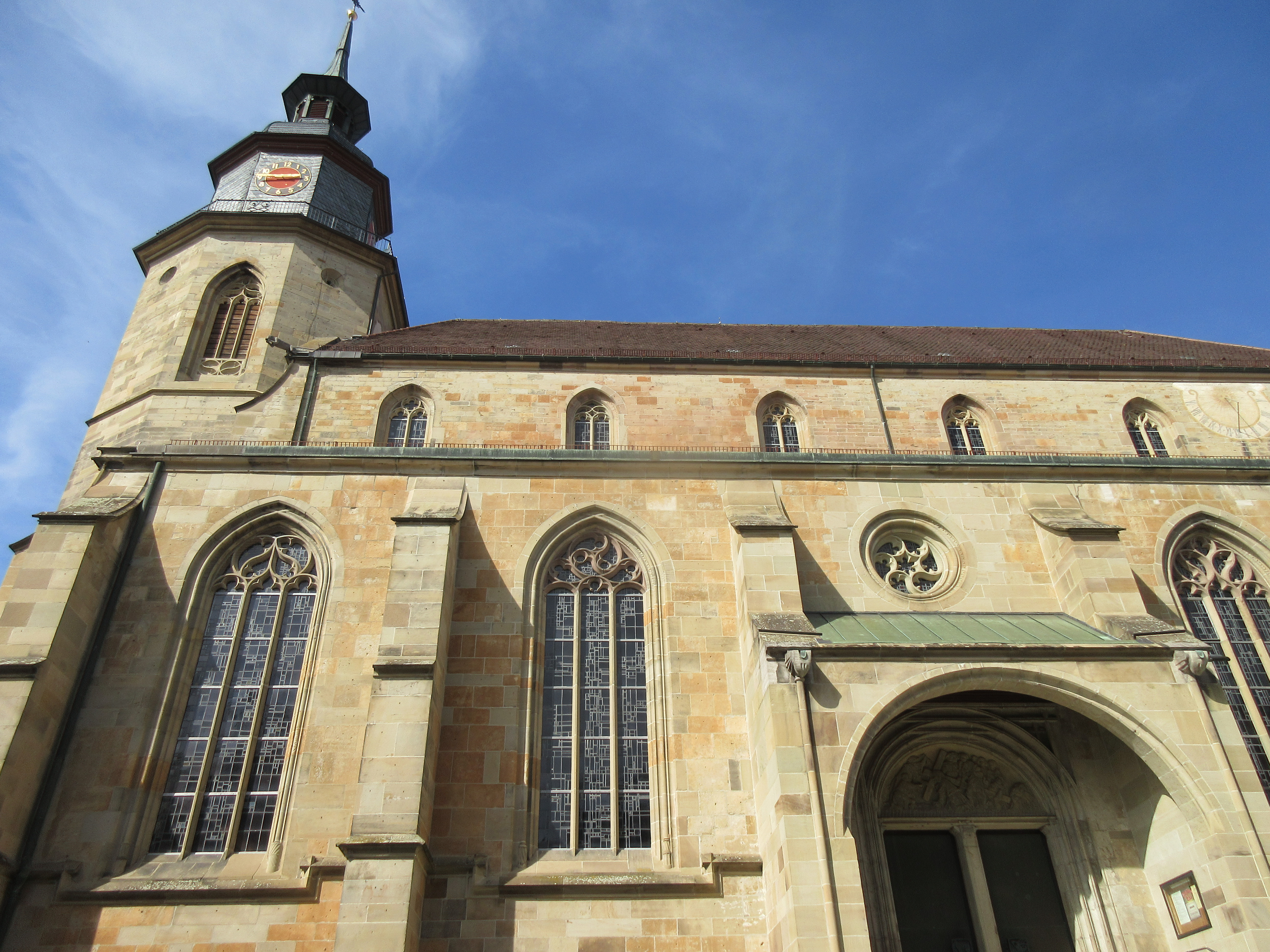
Stadtkirche Vaihingen

Die Kirchengemeinde Vaihingen umfasst die Kernstadt von Vaihingen an der Enz.
Mittelpunkt des Gemeindelebens ist die Stadtkirche, an der mehrere Pfarrer, darunter der Dekan ihre Dienste tun. Die Stadtkirche wurde 1513 ohne den eigentlich geplanten Chor aus einer Kapelle aus dem 13. Jahrhundert neu erbaut. Nach dem Stadtbrand 1617 wurde die Kirche durch den herzogliche Baumeister Heinrich Schickhardt und nach nochmaligem Brand 1693 in den Jahren 1698 bis 1701 wieder aufgebaut, jeweils auch ohne Chor. Die ehemalige Peterskirche war ursprünglich die Pfarrkirche Vaihingens. Die Kirche romanischen Ursprungs wurde im 15. Jahrhundert erweitert, der Chor 1490 umgebaut. Sie enthält zahlreiche Grabsteine aus dem 15. und 16. Jahrhundert und diente später als Friedhofskirche und dann als Turnhalle. Die Kirchengemeinde Vaihingen ist Träger von zwei Kindergärten (Franck-Kindergarten und Martha Beitter-Kindergarten).
Die evangelischen Bewohner der Aussiedlerhöfe Herold und Dillmann wurden durch Bekanntmachung des Oberkirchenrats vom 7. Februar 1983 von der Kirchengemeinde Ensingen der Kirchengemeinde Vaihingen/Enz zugeordnet.
Bis 1954 gehörte Kleinglattbach als Filialkirchengemeinde zur Kirchengemeinde Vaihingen. Durch Bekanntmachung des Oberkirchenrats vom 6. Juli 1954 wurde Kleinglattbach von der Muttergemeinde gelöst und zur selbständigen Kirchengemeinde erhoben.

## Archivquellen
- Bestand: Visitationsberichte.   Landeskirchliches Archiv Stuttgart. 1581–1822.   Signatur: A 1.
- Bestand: Kirchenvisitationsakten.   Hauptstaatsarchiv Stuttgart. ca. 1601–1840.   Signatur: A 281.
- Bestand: Ortsakten [mit Digitalisaten der Pfarrbeschreibungen und Pfarrberichte (darin u. a.: Chronik, Filialverhältnisse)].   Landeskirchliches Archiv Stuttgart. ca. 1550–1923.   Signatur: A 29.
- Bestand: Ortsakten [mit Digitalisaten der Pfarrberichte (darin u. a.: Filialverhältnisse)].   Landeskirchliches Archiv Stuttgart. ca. 1924–1966.   Signatur: A 129.
- Bestand: Ortsakten [mit Visitationsberichten].   Landeskirchliches Archiv Stuttgart. ca. 1967–1989.   Signatur: A 229.
- Archivgut: Dekanatsarchive.   Landeskirchliches Archiv Stuttgart.   Signatur: F-Bestände.
- Archivgut: Pfarrarchive.   Landeskirchliches Archiv Stuttgart.   Signatur: G-Bestände.